# Sillaginidae
Sillaginidae är en familj av fiskar. Sillaginidae ingår i ordningen abborrartade fiskar (Perciformes). Enligt Catalogue of Life omfattar familjen Sillaginidae 33 arter. 
Arterna förekommer främst i Indiska oceanen och Stilla havet samt i angränsande vikar och flodmynningar med bräckt vatten. De största arterna når en längd upp till 45 cm. Flera familjemedlemmar fiskas och säljs på marknader. Det vetenskapliga namnet är bildat av det grekiska ordet syllego (träffas, ha ett möte).
Släkten enligt Catalogue of Life:
- Sillaginodes
- Sillaginopsis
- Sillago